# Sanatório de Paredes de Coura
O Sanatório Presidente Carmona, mais conhecido como Sanatório de Paredes de Coura, foi uma instituição de saúde destinada a ferroviários, localizada na freguesia de Mozelos, no concelho de Paredes de Coura, em Portugal.

## Descrição
Este hospital foi um dos três existentes em Portugal para dar assistência aos funcionários dos caminhos de ferro afligidos pela tuberculose, sendo os outros dois situados em São Brás de Alportel e na Covilhã. Situa-se no Monte da Pena, na Freguesia de Mozelos, em Paredes de Coura, nas proximidades da Capela de Nossa Senhora da Pena.
Originalmente, o edifício albergava uma sala de operações, um gabinete com um aparelho de raios X e outros equipamentos eléctricos de medicina, dormitórios com capacidade para quarenta pacientes com dispositivos para a renovação do ar, um refeitório, salas de visita e de recreio, casas de banho e lavabos, estufas para desinfectar as louças e outros utensílios, zonas privativas para médicos e enfermeiros, um balneário, várias galerias de cura e para passeio, um vestiário, várias arrecadações, etc.. Fora do edifício, ficavam as lavandarias que podiam funcionar de forma manual ou a vapor, um anexo para a secagem e a desinfecção das roupas, as habitações para o pessoal do sanatório, uma padaria, uma pocilga, um galinheiro, terras de cultivo, etc..
A água era captada nas nascentes do próprio monte, sendo depois passada por filtros de areia.

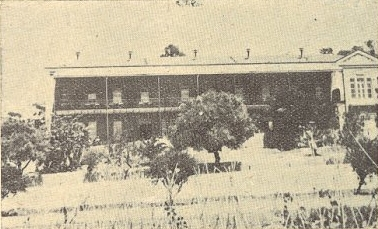
Sanatório Vasconcelos Porto, em São Brás de Alportel.

## História

### Antecedentes
Desde meados do século XIX e até à década de 1930, ocorreu uma epidemia de tuberculose em Portugal, tendo os primeiros movimentos organizados para a prevenção da doença sido a Assistência Nacional aos Tuberculosos e a Liga Nacional contra a Tuberculose, ambos criados em 1899. Uma das principais medidas utilizadas foi a fundação de sanatórios, para albergar os doentes.

### Planeamento e construção
Por iniciativa do general Carlos Augusto Coelho de Vasconcelos Porto, o estado começou a construir vários hospitais para tratar dos funcionários dos caminhos de ferro que sofriam de tuberculose, tendo o primeiro estabelecimento deste tipo sido o Sanatório Vasconcelos Porto, em São Brás de Alportel. No entanto, não tinha capacidade suficiente para a procura, pelo que se verificou a necessidade de construir um segundo estabelecimento deste tipo, que embora também não fosse suficiente para acolher todos os empregados dos caminhos de ferro tuberculosos, ao menos aliviaria o problema. Desta forma, em 1919 iniciou-se a construção de um novo sanatório, tendo a região de Paredes de Coura sido escolhida devido ao seu ar saudável, condição indispensável para a cura da tuberculose. Carlos Vasconcelos Porto foi auxiliado neste projecto pelo seu irmão Nuno Vasconcelos Porto, e por vários antigos ferroviários portugueses. As obras foram inicialmente dirigidas pelo engenheiro João Teixeira de Queiroz, planeando-se que o edifício teria lotação para vinte pacientes. No entanto, devido à falta de recursos económicos, a construção atrasou-se. A situação melhorou com a publicação do Decreto n.º 9579, de 5 de Abril de 1924, que reforçou a Caixa de Reformas e Pensões dos Caminhos de Ferro do Estado através do aumento de várias taxas, permitindo assim continuar as obras e adquirir o material sanitário e de aquecimento.
Porém, os trabalhos voltaram a sofrer atrasos devido à extinção dos Caminhos de Ferro do Estado, que foram integrados em 1927 na Companhia dos Caminhos de Ferro Portugueses, e a uma forte redução nas receitas dos caminhos de ferro a partir desse período, devido ao desenvolvimento do transporte rodoviário. Por outro lado, também eram necessários fundos para obras de restauro na unidade de São Brás de Alportel. Devido a estes constrangimentos, as obras estavam muito atrasadas, estando em 1929 somente concluídos os muros de suporte e o edifício principal, que estava apenas parcialmente rebocado. Uma comissão formada ao abrigo da base XIX do contrato de arrendamento dos Caminhos de Ferro do Estado visitou então as obras, tendo chegado à conclusão que não seria financeiramente viável construir um edifício para apenas vinte pacientes, mas que não se deviam abandonar os trabalhos já iniciados, onde se tinham gasto cerca de 1500 contos. Assim, o director dos Serviços Sanitários dos Caminhos de Ferro, Lobo Alves, sugeriu várias alterações no edifício, de forma a alojar pelo menos quarenta pacientes. No entanto, devido às dificuldades económicas, só em 1930 foram feitas as obras de ampliação, já sob a direcção do engenheiro José Rodrigues Serrão da C. P..
Em Janeiro de 1932, as obras de construção já estavam quase concluídas. Porém, devido a uma organização orçamental desajustada por parte do estado, apenas se construiu o edifício, faltando os fundos para adquirir o equipamento necessário ao seu funcionamento. Em Julho de 1933, já tinha sido lançada uma nova política orçamental com o objectivo de corrigir estas lacunas, esperando-se que a Comissão Administrativa do Fundo de Assistência aos Sanatórios dos Caminhos de Ferro fosse brevemente dotada dos fundos necessários para concluir a obra. O custo total do edifício foi de cerca de 4 milhões de escudos.

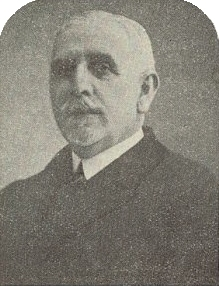
Álvaro de Sousa Rego.

### Inauguração
Foi inaugurado no dia 16 de Setembro de 1934, numa cerimónia que teve a presença do director geral do Ministério das Obras Públicas e Comunicações, Álvaro de Sousa Rego, várias altas individualidades dos caminhos de ferro, e representantes das autoridades locais e da imprensa. Os convidados foram transportados até Valença por uma carruagem salão atrelada ao comboio correio, que chegou por volta das 13 horas, seguindo depois de automóvel até ao Sanatório, passando pela povoação de Paredes de Coura, que tinha sido decorada para a ocasião. Depois foi organizada uma visita ao Sanatório, que também tinha sido decorado para a inauguração. Foi descerrada uma lápide comemorativa, onde se dedicou o edifício ao presidente da República, Óscar Carmona, discursaram o dr. Lobo Alves e os engenheiros Monteiro Barros e Branco Cabral, o director clínico do Sanatório, dr. Fonseca Monteiro, e o dr. António Emílio de Magalhães, presidente da Junta de Profilaxia Social, e foram lidos vários telegramas, incluindo um do Presidente da República. A cerimónia foi concluída com um Porto de Honra numa das salas do Sanatório, oferecido pelo restaurante da estação de Valença.

### Funcionamento
Em Dezembro de 1934, já albergava vinte pacientes, estando portanto a meia lotação.
O Fundo de Assistência e dos Sanatórios dos Caminhos de Ferro do Estado foi extinto pelo Decreto-Lei n.º 39505, de 31 de Dezembro de 1953, que ordenou a integração dos sanatórios no Ministério das Finanças, com o objectivo de posteriormente os transferir para o Instituto de Assistência Nacional aos Tuberculosos.
Em 1955, o número de pacientes no Sanatório aumentou para 70, e em 1962 já chegava aos 200.

### Encerramento
A partir da Revolução de 25 de Abril de 1974, o movimento contra a tuberculose foi muito atingido pela desorganização governamental, tendo sido ainda mais reduzido na década de 1980, com a progressiva extinção dos sanatórios e a integração dos serviços da tuberculose no recém-formado Serviço Nacional de Saúde. Além disso, os avanços na medicina reduziram a importância dos sanatórios tuberculosos, tendo o de Paredes de Coura sido encerrado e convertido para um hospital psiquiátrico em meados da década de 1990. O hospital psiquiátrico chegou a ter sessenta pacientes em permanência. O hospital funcionou até 2002, e desde então o edifício ficou ao abandono, passando por um processo de degradação. Em 2008, o Centro Hospitalar do Alto Minho revelou a intenção de vender o complexo, tendo a autarquia de Paredes de Coura mostrado-se interessada em comprar o edifício e os terrenos em redor. Desta forma, poderia viabilizar o projecto de um grupo espanhol, que pretendia fazer na zona uma estância de lazer e de turismo, num investimento que amontaria a 50 milhões de Euros.
No entanto, este empreendimento nunca avançou, devido a problemas de tutela, uma vez que depois se revelou que o edifício afinal não pertencia ao Centro Hospitalar do Alto Minho. Entretanto, em 2010 o Centro Hospitalar celebrou um acordo com um produtor, que poderia utilizar o espaço para abrigar os seus animais em troca da limpeza do espaço envolvente. A autarquia decidiu então inspeccionar o edifício, tendo por duas vezes encontrado animais mortos no seu interior.
A população local apoiou a intenção de transformar o antigo sanatório num empreendimento turístico, tendo o presidente da câmara de Paredes de Coura, Vítor Pereira, declarado em Abril de 2014 que primeiro era necessário resolver a questão da propriedade do edifício, e depois colocá-lo à disposição dos privados que pretendam investir no Concelho. Foi esclarecido que o imóvel pertencia ao Ministério das Finanças, tendo a autarquia começado a preparar as negociações para a sua transferência.
Em Agosto de 2012, a Guarda Nacional Republicana deteve três homens que estavam a roubar material das antigas instalações do Sanatório. Em Janeiro de 2013, o deputado socialista Jorge Fão questionou o Ministério da Saúde sobre o antigo sanatório de Paredes de Coura, tendo recordado que o edifício continuava num estado de abandono e sem quaisquer planos para o seu futuro aproveitamento, apontando este caso como um exemplo da incapacidade da administração pública em gerir o seu património. Nessa altura, a principal utilização do edifício era para a realização de jogos de aventura e descoberta no interior.